# مسابقات جهانی تنیس روی میز ۱۹۶۱

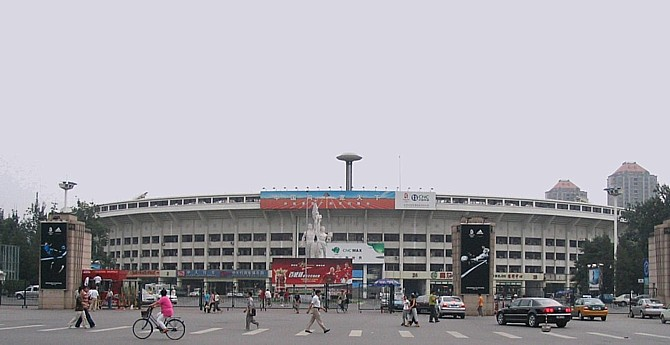
وزرشگاه کارگران که میزبان مسابقات جهانی تنیس روی میز ۱۹۶۱ در چین بوده است.

مسابقات جهانی تنیس روی میز ۱۹۶۱ (انگلیسی: 1961 World Table Tennis Championships) بیست و ششمین دوره مسابقات جهانی تنیس روی میز است که در شهر پکن، چین برگزار شده است.
این مسابقات از ۵ تا ۱۴ آوریل ۱۹۶۱ در دو بخش تیمی و انفرادی انجام شده است.